# Туристические жетоны Франции

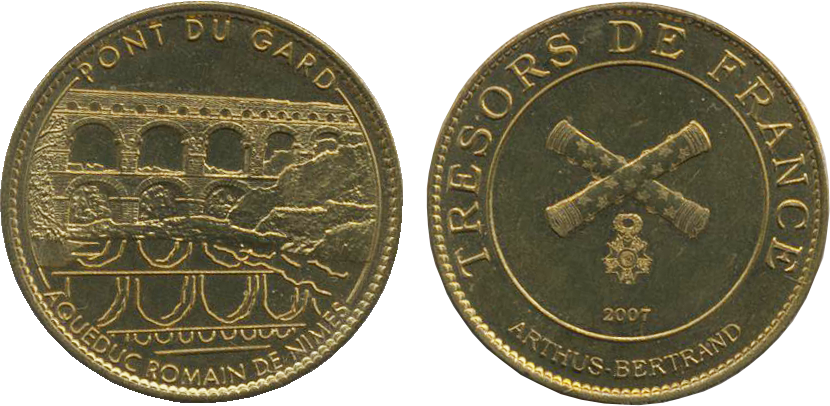
Туристический жетон с изображением Гарского моста

Туристи́ческие жето́ны Франции — разновидность сувенирных медалей, которые не являются платежным средством.

## История
Начало производства туристических жетонов во Франции относится к 1996 году, когда Ришар Фай (фр. Richard Faille) — владелец компании Euro Vending Medals (EVM) обратился на Парижский монетный двор с предложением выпускать туристические жетоны и распространять их через торговые автоматы, принадлежавшие EVM. Первый жетон был выпущен в апреле того же года — на нём был изображён потухший вулкан Пюи-де-Дом, за ним последовали другие — за первые 15 лет было выпущено 1600 жетонов. В 2011 году Ришар Фай решил выйти из предприятия и с тех пор туристические жетоны во Франции производятся и распространяются Парижским монетным двором.

## Описание
Парижский монетный двор, производящий во Франции туристические жетоны, является одним из старейших монетных дворов Европы, он существует с 864 года и в настоящий момент является государственным предприятием, входящим в структуру Министерства экономики и финансов страны. Он занимается чеканкой всех денежных знаков и государственных наград Франции, а поэтому обладает необходимой технологией для производства изделий высочайшего качества.
Туристические жетоны обычно чеканятся тиражом 5000 экземпляров, в год выпускается около 200 моделей. После своего появления в 1996 году они продавались по цене 10 французских франков, а после перехода страны на евро их стоимость составляет 2 евро. Жетоны могут изготавливаться из сплава NordicGold (UAZ1) жёлтого цвета весом 15,8 г или сплава UN25 (UN01) белого цвета весом 17,7 г, диаметр всех жетонов составляет 34 мм, они имеют изображение как на аверсе, так и на реверсе и имеют рифлёный гурт.
Жетоны являются достаточно популярным предметом коллекционирования.